# C. H. Greenblatt
Carl Harvey "C. H." Greenblatt (nacido el 17 de junio de 1972) es un guionista de animaciones estadounidense, productor y artista de storyboard. Conocido por ser el creador de series animadas como Chowder, y Harvey Beaks. 
Ha trabajado en la exitosa serie de televisión SpongeBob SquarePants y en la serie de Cartoon Network, Las sombrías aventuras de Billy & Mandy y Malo Con Carne.
Actualmente su último trabajo ha sido en una serie animada de Nickelodeon conocida previamente como Bad Seeds, que se ha visto obligado a cambiar su nombre debido a problemas de marca registrada, pasando a llamarse Harvey Beaks.

## Carrera
Asistió a la Universidad de Texas en Austin, donde estudió en la publicidad. Él consiguió su primer trabajo en la industria de la animación trabajando como artista de guion gráfico de SpongeBob SquarePants.
En noviembre de 2007, Greenblatt comenzó a crear Chowder, un espectáculo de animación que creó con la producción ejecutiva de Cartoon Network. Greenblatt ha colaborado Maxwell Atoms en su spin-off especial de Halloween Las sombrías aventuras de Billy & Mandy llamado Underfist, en donde participa como Fred Fredburger (Fredo Godofredo en Latinoamérica). 
Él anunció en su blog que Nickelodeon ha dado luz verde para un piloto de 11 minutos para un nuevo espectáculo creado por él titulado Bad Seeds. Anunció en septiembre de 2013 que el show ya que haya seleccionado para 26 episodios de 11 minutos, con la producción comenzando a principios de 2014, pero con el nombre de Harvey Beaks.
En películas ha participado en las producciones de Bob Esponja: La película y Bob Esponja: Un héroe fuera del agua, también en las películas para la televisión de Las sombrías aventuras de Billy & Mandy, dando la voz al personaje Fred Fredburger. También ha dirigido los cortos de Deadman para DC Nation.
El 5 de abril de 2018, Greenblatt anunció que ahora había sido empleado de Warner Bros. Animation, y agregó que había estado desarrollando "algo divertido" para el estudio, pero que aún no podía revelar nada más al respecto.
El 29 de octubre de 2019, el proyecto se dio a conocer oficialmente con el título de Jellystone!, descrito como un cruce de varios personajes de Hanna-Barbera que viven en la ciudad titular "donde no pueden evitar crear problemas entre ellos".
El 29 de enero de 2021, se registró un nuevo proyecto de Greenblatt para Disney Television Animation bajo el título Unnamed Pet Resort Project.

## Filmografía

### Televisión
| Año           | Título                                  | Papel                                                    | Nota                                                              |
| ------------- | --------------------------------------- | -------------------------------------------------------- | ----------------------------------------------------------------- |
| 1999-2005     | Bob Esponja                             | Carl, Voces adicionales                                  | Escritor, Artista del guion gráfico, Director del guion gráfico   |
| 2003          | Free for All                            | N/A                                                      | Artista del guion gráfico                                         |
| 2004          | Evil Con Carne                          | N/A                                                      | Escritor, Artista del guion gráfico                               |
| 2004-2007     | Las sombrías aventuras de Billy & Mandy | Fred Fredburger, Voces adicionales                       | Escritor, Artista del guion gráfico                               |
| 2005          | The X's                                 | N/A                                                      | Artista del guion gráfico                                         |
| 2007-2010     | Chowder                                 | Kimchi, Kiwi, Chowder adulto, Himself, Voces adicionales | Creador, Productor ejecutivo, Escritor, Artista del guion gráfico |
| 2010-2014     | Pecezuelos                              | N/A                                                      | Director, Escritor, Artista del guion gráfico                     |
| 2012          | Deadman shorts                          | N/A                                                      | Director, Productor                                               |
| 2015-2017     | Harvey Beaks                            | Dade,Jeremy                                              | Creador,Director, Escritor, Artista del guion gráfico             |
| 2021-presente | Jellystone!                             | Pepe Potamo, Canuto, Boo Boo, Benito                     | Creador,Director, Escritor, Artista del guion gráfico             |
| TBA           | Unnamed Pet Resort Project              | TBA                                                      | Creador                                                           |

### Películas
| Año  | Título                                           | Papel                         | Nota                       |
| ---- | ------------------------------------------------ | ----------------------------- | -------------------------- |
| 2004 | Bob Esponja: La película                         | N/A                           | Artista del guion gráfico  |
| 2007 | The Grim Adventures of the Kids Next Door        | Fred Fredburger               | N/A                        |
| 2007 | La Gran Aventura de Billy y Mandy contra el Coco | Fred Fredburger, Pirata Nro 4 | Artista del guion gráfico  |
| 2008 | Underfist                                        | Fred Fredburger               | N/A                        |
| 2008 | Hellboy 2: el ejército dorado                    | N/A                           | Agradecimientos especiales |
| 2015 | Bob Esponja: Un héroe fuera del agua             | N/A                           | Artista del guion gráfico  |

### Videojuegos
| Año  | Título                                  | Papel                   |
| ---- | --------------------------------------- | ----------------------- |
| 2006 | The Grim Adventures of Billy & Mandy    | Fred Fredburger         |
| 2009 | Cartoon Network Universe: FusionFall    | Fred Fredburger, Kimchi |
| 2011 | Cartoon Network: Explosión de Puñetazos | Fred Fredburger         |